# Наша крајевна скупност
„Наша крајевна скупност” је југословенска телевизијска серија снимљена 1980. године у продукцији ТВ Љубљана.

## Улоге
| Глумац           | Улога |
| ---------------- | ----- |
| Иво Бан          |       |
| Борис Каваца     |       |
| Франчек Дрофеник |       |
| Милена Грм       |       |
| Марјан Хластец   |       |
| Бране Иванц      |       |
| Мила Качић       |       |
| Звездана Млакар  |       |
| Деса Муцк        |       |
| Милена Мухич     |       |
| Вера Пер         |       |
| Златко Шугман    |       |
| Даре Улага       |       |
| Полона Ветрих    |       |